# Коргот-варвар
«Коргот-варвар» (с англ. — «Korgoth of Barbaria») — пилотный эпизод американского мультсериала, который изначально планировался как полноценный телевизионный мультсериал. Коргот-Варвар был создан аниматором Аароном Спрингером, сценаристом мультсериала ««Губка Боб Квадратные Штаны»». Пилотный эпизод вышел в эфир в США 3 июня 2006 года в 12:30 утра на канале Adult Swim. 18 июня 2006 года Adult Swim официально заявили о том, что «Коргот-варвар» будет выпускаться в качестве сериала, однако мультсериал так и не был запущен в производство. 

## Краткий обзор
На Comic-Con 2006 было заявлено о выходе шоу весной 2007 года. Тем не менее, по состоянию на 27 декабря 2007 года, на сайте Adult Swim было только упоминание со словами: «you couldn’t handle more than one anyway».
Adult Swim повторно показали пилотный эпизод в Хэллоуинскую ночь, 31 октября 2008 года в рамках программы «Halloween Stunt», где можно увидеть такие редкие шоу как «Welcome to Eltingville» и «Boo Boo Runs Wild».
В данных по проектам Adult Swim, опубликованных в ноябре 2010 года, указано, что этот проект закрыт по причине слишком большой стоимости.

### Сводка
С сайта AdultSwim.com:

Великие города возникают и исчезают. Узы цивилизации на человечестве хиреют и приходят в упадок. Темные силы хотят вырваться из подполья. Первобытные звери уничтожают все живое. Из северных льдов приходит человек. Человек из варварских времен. И только его беспощадная жестокость может спасти жизнь. Его зовут Коргот.
Пилотный эпизод подвигов Коргота (озвученного актёром Дидрихом Бадером) пародировал произведения о Конане-Варваре и жанр «меча и магии» в целом. Атмосфера шоу была создана в пост-апокалиптическом стиле, где магия и остатки технологий существуют одновременно. Хэви метал/Треш метал тема для пилотного эпизода была написана Ли Холдридж.

### Озвучивание
| Имя            | Персонаж(и)                        |
| -------------- | ---------------------------------- |
| Дидрих Бадер   | Коргот-Варвар                      |
| Кори Бертон    | Зеркальщик                         |
| Крейг Рейзнер  | Гог-Ма-Гогг                        |
| Джон Ди Маджио | Вонючка, Мошонка, Некоторые другие |
| Том Кенни      | Харгон, Некоторые другие           |
| Сьюзан Спано   | Орала                              |

### Пилотный эпизод
| Номер эпизода | Название        | Дата эфира   | Prod. Code | Сюжет |
| ------------- | --------------- | ------------ | ---------- | --- |
| 1             | Пилотный эпизод | июнь 3, 2006 | 101        | Гог-Ма-Гогг заразил Коргота смертельно опасным паразитом и пообещал дать Корготу лекарство, если он украдет артефакт под названием «Золотой Гоблин четвёртого века» у колдуна Зеркальщика, которого Гог-Ма-Гогг считает мертвым. Коргот отправляется в путь с группой приспешников Гог-Ма-Гогга в замок Зеркальщика. По дороге он спасает девушку из лап монстров, в которую он моментально влюбляется. Группа достигает замка и начинает грабить его. Пока приспешники Гог-Ма-Гогга мародерствуют, Коргот ищет Золотого Гоблина. Когда Корготу удается найти артефакт, возвращается Зеркальщик, объясняя своё отсутствие тем, что он был в отпуске. Зеркальщик создает чудовище из жевательной резинки, которое пыталось убить Коргота. Но Корготу удалось одолеть монстра. Тогда Зеркальщик атакует варвара своей магией напрямую и случайно убивает его подругу. Коргот в ярости убивает колдуна, проткнув его голову подсвечником. Но Зеркальщик переселяется в тело девушки и спасается бегством, улетев из окна. Коргот отдает Гог-Ма-Гоггу Золотого Гоблина (который оказался обычной красивой безделушкой) и получает взамен лекарство, которое начнет действовать только через пару месяцев. В конце пилотного эпизода Коргот уходит по дороге с огромной телегой лекарства. |